# Nesjön (Storsjö socken, Härjedalen, 697359-132455)
Nesjön är en sjö i Bergs kommun i Härjedalen och ingår i Neans huvudavrinningsområde. Sjön har en area på 1,26 kvadratkilometer och ligger 948,2 meter över havet. Sjön avvattnas av vattendraget Struvtenjaurejukke.

## Delavrinningsområde
Nesjön ingår i det delavrinningsområde (697302-132337) som SMHI kallar för Utloppet av Nesjön. Medelhöjden är 1 040 meter över havet och ytan är 5,92 kvadratkilometer. Räknas de 3 avrinningsområdena uppströms in blir den ackumulerade arean 11,53 kvadratkilometer. Struvtenjaurejukke som avvattnar avrinningsområdet har biflödesordning 2, vilket innebär att vattnet flödar genom totalt 2 vattendrag innan det når havet efter 39 kilometer. Avrinningsområdet består mestadels av kalfjäll (79 procent). Avrinningsområdet har 1,26 kvadratkilometer vattenytor vilket ger det en sjöprocent på 21,3 procent.